# Miasto (Grodzisko Dolne)
Miasto (hist. Grodzisko–Miasteczko) – obecna część wsi Grodzisko Dolne, położona w Polsce, w województwie podkarpackim, w powiecie leżajskim, w gminie Grodzisko Dolne. Do 1945 w powiecie łańcuckim, woj. lwowskim.

## Historia
Około 1720 prawdopodobnie Teodor Józef Lubomirski (ur. 1683 – zm. 1745) z części wsi Grodzisko Dolne założył miasto prywatne, Grodzisko–Miasteczko, w którym rozwijało się rzemiosło i usługi oraz osadnictwo żydowskie. Grodzisko–Miasteczko, rozplanowano wokół rynku i było zamieszkane głównie przez Żydów, którzy mieli tutaj m.in. swój dom modlitw. Około 1740, ponownie za sprawą Teodora Lubomirskiego otrzymało prawa miejskie. Ostatnim właścicielem Miasteczka z rodu Lubomirskich, był Jerzy Marcin Lubomirski „książę bandyta”, „osławiony hulaka i awanturnik”, konfederat barski, który około 1779 roku sprzedał m.in. Grodzisko – Miasteczko, Maciejowi Aleksandrowi Borzęckiemu. W 1787 roku posiadłość należała do Michała Drohojowskiego. Następnie było w posiadaniu rodziny Kollermanów. Na przełomie XIX i XX wieku właścicielką Grodziska Miasteczka była baronowa Domicela Branhid. Podział Grodziska Dolnego usankcjonowały władze austriackie w 1786 roku, które podzieliły go na cztery gromady, Grodzisko Dolne, Grodzisko–Miasteczko, Grodzisko Górne i Wólkę Grodziską Miasteczko utraciło prawa miejskie po 1918, po czym stanowiło tylko odrębną gminę jednostkową. W 1921 roku gmina liczyła 589 mieszkańców.
1 kwietnia 1930 roku do Grodziska Dolnego, ponownie przyłączono gminę jednostkową (dawne miasto) Grodzisko–Miasteczko, tworząc nową część wsi, współcześnie nazywanej Miastem.
Po II Wojnie Światowej większość byłych domów żydowskich została rozebrana. W ich miejscu, oraz wewnątrz rynku wybudowano nowe budynki. Obecnie rozplanowanie Miasteczka jest nieczytelne w terenie.